# De Coöperatie
De Coöperatie is een artist-driven platenlabel, wat inhoudt dat de raad van bestuur van het label bestaat uit de artiesten die onder het label uitbrengen. Het label werd in 2010 bedacht door Ard Boer (New Music Labs) en Ferry Roseboom (Excelsior Recordings); de band Flux was er de eerste aandeelhouder.
Bij De Coöperatie levert de artiest zelf de muziek en het artwork, de distributie en het persen van de cd's gaat via Excelsior. De artiest ontvangt vervolgens een vast percentage van de inkomsten, waarna het restant op de rekening van de De Coöperatie wordt gezet. In de toekomst worden van dat geld dan nieuwe project medegefinancierd.